# 1712 en France
Chronologie de la France
- 1708
- 1709
- 1710
- 1711
- 1712
- 1713
- 1714
- 1715
- 1716

Cette page concerne l’année 1712 du calendrier grégorien.

## Événements
- 29 janvier : ouverture du congrès d’Utrecht pour négocier la paix entre les Alliés et les Bourbons dans la guerre de Succession d’Espagne[1].

- 6 février : retour de René Duguay-Trouin à Brest après l’expédition de Rio[2].
- 7 février - 8 mars : dans le courant du mois de février, la famille royale française est décimée, en trois semaines, par une épidémie de variole, qui ne laisse vivant que Louis, duc d’Anjou, arrière-petit-fils de Louis XIV âgé de trois ans, sauvé par sa gouvernante Mme de Ventadour qui l’arrache aux pratiques des médecins de la cour. Il devient de ce fait l’héritier du trône[3].

- 4 mai : le corsaire français Jacques Cassard ravage les colonies portugaises du Cap-Vert[4].

- 4 juillet : Le Quesnoy, défendue par 2 000 hommes, se rend après un siège de quinze jours[5]. Les deux tiers de la garnison ont pu s’échapper avec leur chef, le gouverneur La Badie, que Louis XIV fait emprisonner à La Bastille, considérant cette fuite comme une désertion[6].
- 16 et 20 juillet : le corsaire français Jacques Cassard pille les colonies britanniques des Antilles de Montserrat et d’Antigua[7].
- 17 juillet : suspension d’armes franco-britannique dans les Flandres[8] ; elle est sanctionnée par un traité signé à Paris le 19 août[1].

- 24 juillet : victoire vitale des troupes françaises de Villars et de Montesquiou-d’Artagnan sur les Autrichiens, les Hollandais et les Allemands du prince Eugène lors de la bataille de Denain[8]. Le prince Eugène lève le siège de Landrecies[9].
- 26 juillet : les Français reprennent Saint-Amand[10].

- 22 août : une convention est signée à Fontainebleau, entre la France et la Grande-Bretagne, aux termes de laquelle l’armistice en vigueur entre les deux armées doit durer jusqu’à la signature de la paix[11].

- 8 septembre : les Français reprennent Douai[12].
- 14 septembre : lettres patentes accordant au sieur Antoine Crozat privilège pour le commerce de la Louisiane[13].
- 4 octobre : les Français reprennent Le Quesnoy[12].
- 10 octobre : Jacques Cassard pille la colonie hollandaise d’Amérique du Sud du Suriname[7].
- 19 octobre : les Français reprennent Bouchain[12].

- 5 novembre : le roi d’Espagne Philippe V renonce à ses droits sur la Couronne de France, pour lui et ses descendants[8].
- 7 novembre, Utrecht : traité de suspension d’armes entre la France et l’Espagne et entre la France et le Portugal[14].

- 30 décembre : ordonnance portant défense aux habitants des îles d’Amérique de donner la question à leurs esclaves de leur autorité privée et ordonnant qu’ils soient nourris et entretenus conformément aux règlements[15]. Elle fait suite à une lettre du gouverneur de la Martinique, Phélypeaux, datée du 24 mai, qui fait état des mauvais traitements : « L'avarice et la cruauté des maîtres sont extrêmes envers leurs esclaves ; loin de les nourrir, conformément à l'ordonnance du Roi, ils les font périr de faim et les assomment de coups... »[16].